# Slontschen
Der Slontschen, obersorbisch Słónčna hora oder Słóńča, auch Slontschenberg, Schlunzenberg bzw. Slonschenberg genannt, ist eine 220,4 Meter hohe unbewaldete Erhebung im Oberlausitzer Gefilde. Der Hügel liegt zwischen den Tälern des Kotitzer Wassers und Särkaer Wassers. Zu Füßen des Slontschen liegen die Dörfer Lauske und Särka. Südlich des Gipfels verläuft die Lausker Lindenallee.
Die deutsche Bezeichnung leitet sich von der sorbischen ab und bedeutet so viel wie „Sonnenberg“.
Wie der östlich gelegene Strohmberg besteht der Slontschen im Gipfelbereich aus nephelinhaltigem Basalt und bildet den Rest einer tertiären Basaltdecke. Das Gestein wurde früher in einem kleinen Steinbruch abgebaut.
Bis auf einige Einzelbäume und Sträucher, vor allem Linden, ist der Slontschen kahl. Durch die sonnige Lage und gute Böden gedeihen auf dem Hügel wärmeliebende Pflanzenarten. Der Hügel ist als Flächennaturdenkmal geschützt.